# Русанов, Николай Сергеевич
Никола́й Серге́евич Руса́нов (1859—1939) — русский публицист, критик, мемуарист; революционер, народоволец, затем эсер.

## Биография
Сын зажиточного купца, владельца льняных мануфактур. После окончания Орловской гимназии (1877) недолго учился в Петербургской медицинской академии. С 1878 года принимал деятельное участие в журналистике.
В 1881 году Русанов уехал за границу (с паспортом). Поселившись в Париже, сблизился с П. Л. Лавровым, Л. А. Тихомировым и др. русскими эмигрантами и стал принимать участие в русской революционной журналистике, в особенности в «Вестнике Народной Воли», одним из редакторов которого он был под псевдонимом Тарасова.
С 1895 года он был одним из ближайших сотрудников обновленного «Русского Богатства»: писал корреспонденции из Франции под различными заглавиями, подписываясь псевдонимом Н. E. Кудрин, и статьи литературно-публицистического содержания, подписываясь псевдонимом Подарский. Во всех своих произведениях Русанов обнаруживает очень разностороннюю эрудицию.
В начале своей литературной деятельности он мог считаться одним из первых провозвестников марксизма в России; впоследствии, наоборот, вёл ожесточенную борьбу с ним, по крайней мере, в его русской форме. Признавая почти в полном объёме чисто экономическую сторону учения Маркса, Русанов не считает борьбу классов единственным или даже главным содержанием истории. Рядом с классовой психологией он признает психологию национальную и в своих очерках французской жизни многое объясняет французской национальной психологией.
Являясь вполне определенным и убежденным социалистом, Русанов, тем не менее, не соглашается выдвигать на первый план исключительно промышленный пролетариат и приписывает роль борца за преобразование капиталистического строя в социалистический всем трудящимся классам. В этой борьбе он считает недопустимыми компромиссы трудящихся классов с буржуазией, социалистических партий — с партиями, враждебными социализму.
Теория Ж. Жореса о сотрудничестве классов находит в нём строгого критика и порицателя. Вообще по своему миросозерцанию Русанов очень близок к Н. К. Михайловскому и может считаться его ближайшим учеником и последователем.
С начала 1900-х годов принимал деятельное участие в изданиях «Революционная Россия» и «Вестник русской революции». После амнистии 21 октября 1905 года Русанов вернулся в Петербург. Он был членом редакции газеты «Сын Отечества» с 15 ноября 1905 года до её запрещения в декабре 1905 года.
В мае и июне 1906 года Русанов был членом редакции трёх газет, бывших одна за другой органами соц.-революционной партии и существовавших всего по несколько дней каждая («Дело Народа», «Народный Вестник», «Голос»).
После запрещения этого последнего, когда стало ясным, что издание в России с.-р. газет представляется невозможным, Русанов уехал в Париж. Из Петербурга он писал корреспонденции в парижскую «Humanité» Ж. Жореса.
После Октябрьской революции 1917 года активно выступал против большевиков и левых эсеров на страницах газеты «Дело народа». 
В 1918 года эмигрировал, вошел в состав Заграничной делегации (с 1928 — Заграничный союз) партии эсеров.

## Сочинения
Из статей Русанова, напечатанных в «Русском Богатстве», составились две его книги: «Очерки современной Франции» (СПб., 1902) и «Галерея современных французских знаменитостей» (СПб., 1906); обе изданы под псевдонимом Н. E. Кудрин. Отдельно под тем же псевдонимом изданы Р. брошюры: «Как организовать выборы» (М., 1906); «О равноправности женщин» (СПб., 1905). Кроме того, им издан сборник: «Политические памфлеты. Серия I. Французские памфлетисты XIX века» (СПб., 1906; сюда вошли переводы памфлетов Корменена, Войе-д’Аржансона, Феликса Пиа, Вермореля). 
Автор мемуаров: «Из моих воспоминаний» (Берлин, 1923), «На Родине» (1931), «В эмиграции» (1929).

## Адреса в Санкт-Петербурге
- Улица Ленина, 19[3].